# Arnobius der Jüngere
Arnobius der Jüngere (gestorben nach 455) war ein Mönch, der wahrscheinlich vor den Vandalen aus Nordafrika floh und um 450 in Rom lebte. Er ist nicht mit Arnobius dem Älteren zu verwechseln.
Von ihm stammen ein Kommentar der Psalmen (Commentarii in Psalmos), der zuerst von Erasmus von Rotterdam 1522 veröffentlicht wurde (der ihn Arnobius dem Älteren zuschrieb), und ein Traktat gegen den Monophysitismus (Conflictus Arnobiicum Serapione, um 450). Darin unterstützt er Augustinus von Hippo gegen den Pelagianismus. Manchmal wird ihm auch eine Schrift Praedestinatus zugeschrieben (1643 vom Jesuiten J. Sirmond in der Kathedrale von Reims entdeckt, von G. Morin Arnobius dem Jüngeren zugeschrieben), in dem er als Gegner der Gnadenlehre des Augustinus auftritt und semipelagianische Ansichten vertritt (im Gegensatz zu den Ansichten seiner Schrift Conflictus cum Serapione). Da auch sein Kommentar zu den Psalmen gegen Augustinus gerichtet war, ist die gemeinsame Autorschaft der Werke umstritten. Nach Morin vertrat er erst pelagianische Ansichten, wich davon aber ab, als deren Verurteilung in Rom sich abzeichnete.
Möglicherweise stammen auch kurze Evangelienkommentare von ihm (Expositiunculae in Evangelium). Morin schreibt ihm auch ein Libellus ad Gregoriam zu (gerichtet an eine römische Dame, die im kaiserlichen Palast auf dem Palatin in Rom lebte).
In der älteren Literatur wird er auch als Bischof oder Presbyter aus Gallien bezeichnet. Es gibt aber keine Quelle, die das bestätigt.

## Ausgaben
- Arnobii Iunioris opera omnia. Band 1: Arnobii Iunioris commentarii in Psalmos. Herausgegeben von Klaus-D. Daur (= Corpus Christianorum. Series Latina. Band 25). Brepols, Turnhout 1990, ISBN 2-503-00251-X.
- Arnobii Iunioris opera omnia. Band 2: Arnobii Iunioris opera minora. Herausgegeben von Klaus-D. Daur (= Corpus Christianorum. Series Latina. Band 25a). Brepols, Turnhout 1992, ISBN 2-503-00253-6.
- Arnobii Iunioris opera omnia. Band 3: Arnobii Iunioris Praedestinatus qui dicitur. Herausgegeben von F. Gori (= Corpus Christianorum. Series Latina. Band 25b). Brepols, Turnhout 2000, ISBN 2-503-00255-2.
- Arnobius Iunior, Praedestinatus. Übersetzt von Guido Stucco (= Brepols library of Christian sources. Band 6). Brepols, Turnhout 2022, ISBN 978-2-503-59676-1.